# Anatole Mallet
Pour les articles homonymes, voir Mallet.
Anatole Mallet (1837-1919) est un ingénieur suisse des Arts et Manufactures qui a également résidé en France. Il est connu pour avoir conçu la première locomotive compound et pour avoir inventé le brevet de la « locomotive compound à quatre cylindres articulée en deux trains moteurs »

## Biographie
Anatole Mallet est né en 1837 à Carouge en Suisse. Sa famille est originaire de La Muraz, en Haute-Savoie. Il rentre à l'École centrale des arts et manufactures (promotion 1858), de Paris d'où il sort ingénieur.
Après avoir participé à la construction du canal de Suez, il réalise des travaux sur le système compound, et sera le premier à l'appliquer aux locomotives. Il conçoit une locomotive type 021 Compound livrée en 1876 au Chemin de fer Bayonne-Anglet-Biarritz (BAB).
Le but de ses recherches est de construire une locomotive de grande puissance capable d'évoluer sur des voies légères et sinueuses. En 1884, il dépose un brevet pour une locomotive compound à quatre cylindres, articulée à deux trains moteurs. Avec ce brevet, il est l'inventeur d'un système original de locomotive à vapeur articulée. Les locomotives à vapeur construites sur ce schéma porteront toutes, désormais, le nom de locomotive Mallet.
En 1900 à l'exposition universelle de Paris, au Champ de Mars, un panneau présente ses études et réalisations. Le Jury de l'exposition rapporte qu'il y a environ 400 locomotives compound articulées Mallet en service sur des voies étroites ou normales. À Paris on peut voir trois de ses locomotives : une produite par les Ateliers Maffei de Munich, une par les Chemins de fer de l'État hongrois et la troisième exposée par les Usines de Brianse dans la section russe.
Anatole Mallet décède à Nice en 1919.

## Galerie «locomotives Mallet»

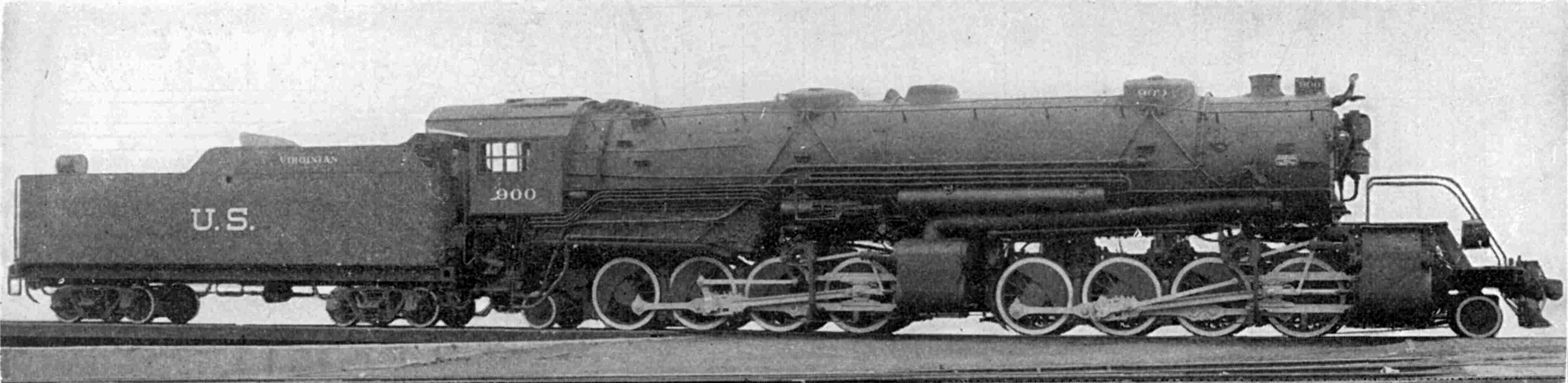
Mallet-United States Railroad Administration standard 2-8-8-2.
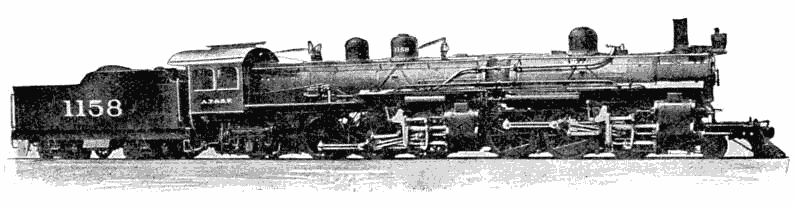
Mallet : 1914 Cropley Phillips Company.
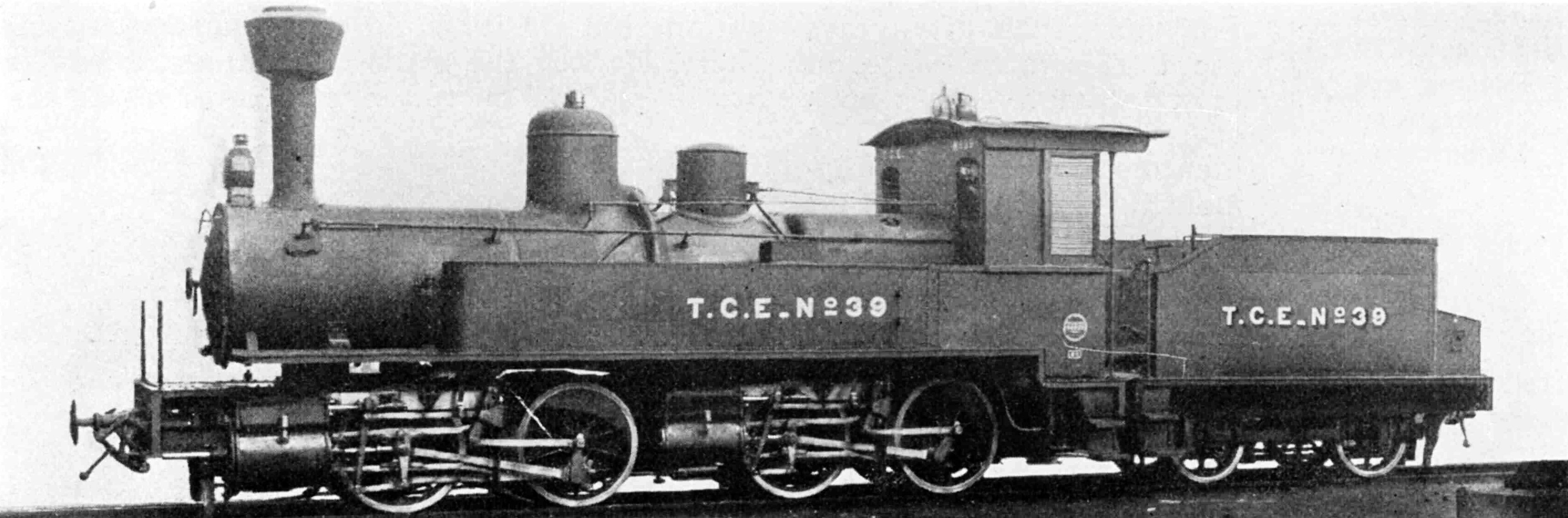
Mallet-Baldwin à voie métrique 020+020 des chemins de fer Malgaches.

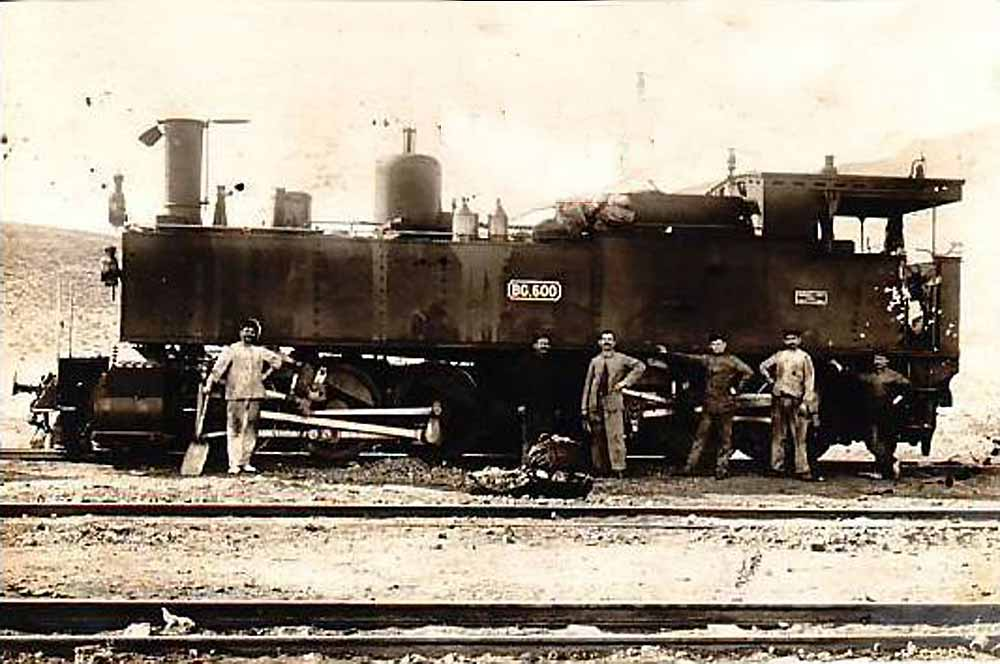
Mallet-Ateliers des Batignolles Chemin de fer tunisien Bône-Guelma.
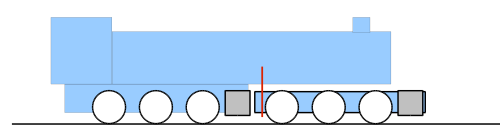
principe d'une Mallet 030+030
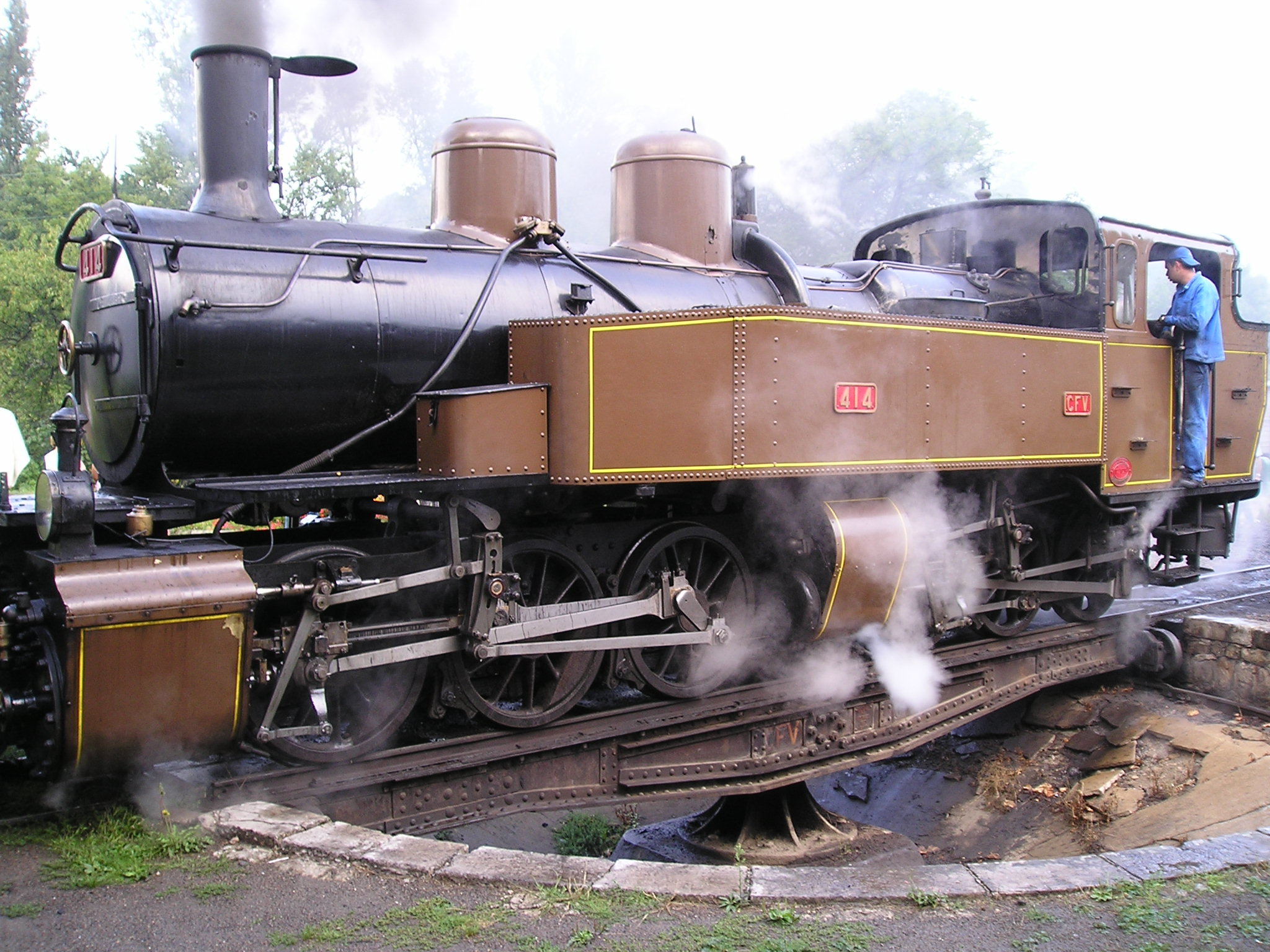
Mallet-SACM, 030+030T, voie métrique, Chemin de fer du Vivarais.
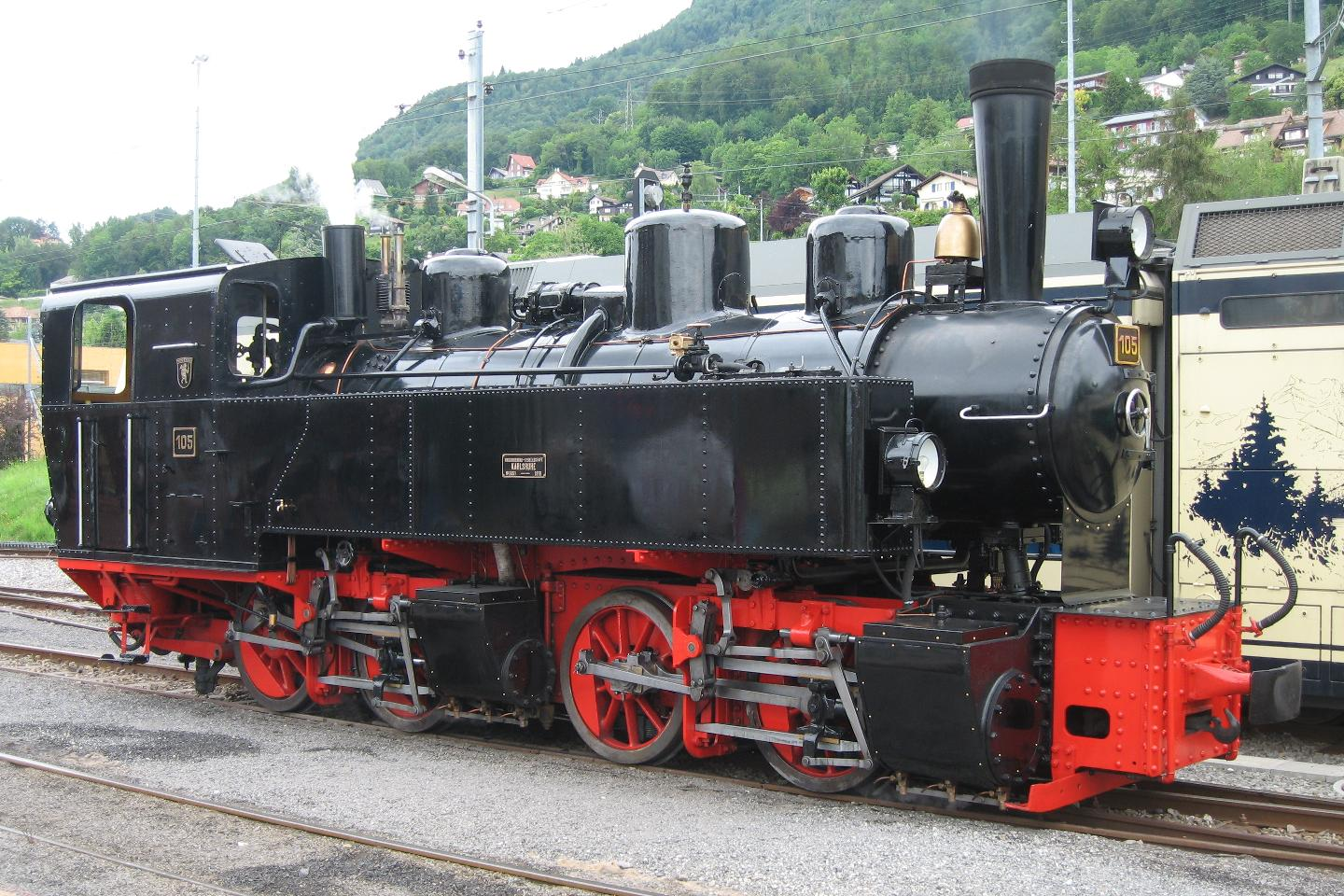
SEG 105 020+020, voie métrique, Chemin de fer-musée Blonay-Chamby